# Олтин, Даниела
Даниела Олтин (рум. Daniela Oltean; род. 24 июля 1980, Клуж-Напока, Румыния) — румынская спортсменка-конькобежка и велогонщица. Участница зимних Олимпийских игр 2002 и 2006 годов, 4-кратная чемпионка Румынии по классическому многоборью и 14-кратная на отдельных дистанциях, многократный призёр чемпионатов Румынии. Рекордсменка Румынии дистанциях на 1500 и 3000 метров на роликах, а также на 100 и 5000 метров на льду. Выступала за клуб "Mureşul Târgu-Mureş". Неоднократная чемпионка Румынии в роликобежном спорте.

## Биография
Даниела Олтин начала кататься на коньках в возрасте семи с половиной лет. В возрасте 11 лет она дебютировала на молодёжном чемпионате Румынии и сразу заняла 3-е место в спринтерском многоборье. В сезоне 1993/94 выиграла молодёжный чемпионат в спринте и заняла 2-е место в многоборье на юниорском чемпионате Румынии. Через год дебютировала на взрослом чемпионате Румынии на отдельных дистанциях и выиграла в забеге на 1000 м, а также стала 2-й на дистанциях 500 и 1500 м и 3-й на 3000 м. С 1994 года тренировалась в немецких городах Инцелле и Эрфурте, так как в Румынии не было своих специализированных катков.
В 1996 году заняла 2-е место на чемпионате Румынии в многоборье, а через год и вовсе победила. В 1998 году дебютировала на юниорском чемпионате мира, заняв 29-е место в многоборье. В 1999 и 2000 годах Даниела стала первой на чемпионатах страны среди юниоров в многоборье и взрослом уровне на отдельных дистанциях и участвовала на своём первом чемпионате Европы в Херенвене, где заняла 23-е место в многоборье, а её лучший результат на европейских первенствах случился в 2001 году, когда в многоборье стала 13-й.
В 2002 году Олтин участвовала на зимних Олимпийских играх в Солт-Лейк-Сити и заняла на дистанции 1500 м 36-е место и на 3000 м стала 29-й, а также выиграла чемпионат Румынии в многоборье. В 2003 году на чемпионате мира в классическом многоборье в Гётеборге стала 23-й в классификации. На чемпионате мира на отдельных дистанциях в Берлине заняла 22-е место в беге на 500 м и 19-е на 3000 м. 
В 2005 году Олтин участвовала на зимней Универсиаде в Инсбруке, где лучшим местом стало 11-е на 5000 м. В 2006 году заняла 30-е место на спринтерском чемпионате мира в Херенвене и на зимних Олимпийских играх в Турине заняла 35-е места на дистанциях 1000 и 1500 м и 26-е на 3000 м. Через год была 27-й в спринте на чемпионате мира в Хамаре и 32-е  в Херенвене.
На чемпионате мира на отдельных дистанциях в Нагано Олтин вместе с партнёршами заняла 7-е место в командной гонке преследования. Следующие несколько сезонов она участвовала на национальных первенствах, где постоянно была на подиумах, а в 2012 году заняла 1-е место в спринте, став абсолютной чемпионкой в пятый раз. В свой последний сезон 2013/14 она выиграла чемпионат Румынии в многоборье и заняла 22-е место на чемпионате Европы в Хамаре. Даниела Олтин участвовала ещё и велогонках на шоссе на чемпионатах Румынии в 2012 и 2014 годах. В рейтинге за 2013 год заняла 416-е место.